# Cloris (esposa de Neleo)
En la mitología griega, Cloris (en griego Χλωρίς, Chlorís, esto es, «verdusca») era la hija más joven de rey Anfión de Orcómeno, a su vez hijo de Yaso. Solamente algunos de los autores tardíos comienzan a confundirla con otra Cloris (también llamada Melibea), una de las nióbides.
Se dice que Cloris se desposó con Neleo, convirtiéndose así en la poderosa reina de Pilos, con quien engendró doce hijos, incluidos Néstor, Cromio y Periclímeno, y además una hija, Pero. Cloris había dado a luz a Periclímeno durante su matrimonio con Neleo, pero según muchos autores el verdadero padre de Periclímeno fue Poseidón (quien era a la vez padre del propio Neleo). El propio dios del mar había concedido a Periclímeno la facultad de cambiar de forma a voluntad. Otros hijos de Cloris fueron Alastor, Tauro, Asterio, Pilaón, Deímaco, Euribio, Frasio, Eurímenes, Evágoras y también Epilao (o Epileón). No obstante algunas fuentes aclaran que Cloris solo fue madre de tres hijos con Neleo: Néstor, Periclímeno y Cromio (citados en la Odisea), mientras que el resto de hijos de Neleo fueron engendrados por diferentes mujeres. No todos los autores están de acuerdo con esta opinión minoritaria.
El propio Odiseo se había encontrado con Cloris durante su descenso al inframundo. Además Pausanias describe una pintura de Polignoto sobre Cloris, entre otras mujeres célebres que tan sólo eran sombras en el mundo del Hades, en donde Cloris yace arrodillada ante su amiga Tía.